# Walter Ljungquist
Walter Bertil Ljungquist, född 11 juni 1900 i Kisa socken, död där 22 maj 1974 i Kisa, var en svensk författare och manusförfattare.

## Biografi
Han var son till köpmannen Josef Ljungquist och Edla Pettersson. Han drev först faderns tryckeri 1924–1934, varefter han blev författare på heltid. Hans bror, målaren Birger Ljungquist, har ofta utfört omslagen till romanerna. Ljungquist var gift två gånger, första gången från 1940 med journalisten Eva Neuman (1920–1987), dotter till konstnären Carl Bernhard Neuman och Florence Wahlinder, och andra gången från 1950 med författaren Gerda Antti (född 1929).

## Författarskap
Walter Ljungquist är något av en särling i svensk litteratur som inte kan placeras in i en speciell genre eller litterär strömning. Debutromanen Ombyte av tåg jämfördes med Ernest Hemingway, men senare hittade Ljungquist sin egenart med en känslig och ofta vindlande berättarstil, präglad av mystik och begrundan av barndomsminnen. Han är en av svensk litteraturs främsta naturskildrare (Kisa socken och trakten däromkring) och skänker sina gestalter dostojevskijsk komplexitet och svindlande djup.
Romanerna kännetecknas av en antroposofisk livsåskådning och en mängd varierande och egenartade berättartekniker med förebilder som Marcel Proust och William Faulkner. Bland hans tidiga verk märks novellsamlingen En dörr står på glänt (1937) och romanen Azalea (1948), som utspelar sig i ett inre medvetande där en författare konfronteras med huvudpersonerna i den roman han skriver på. I Nycklar till okänt rum (1950) använde han detektivromanens berättargrepp i skildringen av en man som är på jakt efter sin identitet efter att ha drabbats av minnesförlust.
I en rad senare romaner, Revolt i grönska (1951), Liljor i Saron (1952), Kammarorgel (1954) och Brevet från Casper (1955) står författarens alter ego Jerk Dandelin i centrum av handlingen. Genom sina egna inre kriser och erfarenheter och möten med andra människor skildras hans väg till en fördjupad livsinsikt, särskilt i Paula (1956) och I stormen (1960). En höjdpunkt bland dessa romaner anses vara Källan (1961), som handlar om hur den unge Jerk och några andra barn ger sig av för att söka efter en magisk källa i skogen. Mångtydigheten och det aldrig avslutade i människans strävan är det centrala temat för de fortsatta romanerna i sviten, Erika, Erika (1963), Väggarna har ögon (1965) och Sörj dina träd (1972).
Den lättsammare romanen Vandring med månen (1941) filmatiserades av Hasse Ekman, som också inspirerades till sin film Flicka och hyacinter efter att ha läst Ljungquists roman Resande med okänt bagage (1938). Ljungquist och Ekman skrev även flera andra filmmanus tillsammans under 1940- och 50-talen.

## Filmmanus
- 1945 – Vandring med månen
- 1946 – Begär
- 1946 – I dödens väntrum
- 1946 – Medan porten var stängd
- 1950 – Den vita katten bygger på romanen Nycklar till okänt rum.
- 1954 – Gabrielle

## Priser och utmärkelser
- 1952 – Tidningen Vi:s litteraturpris
- 1956 – De Nios Stora Pris
- 1956 – Svenska Dagbladets litteraturpris
- 1957 – BMF-plaketten för Paula
- 1964 – Litteraturfrämjandets stora romanpris
- 1969 – Signe Ekblad-Eldhs pris